# Festuca alfrediana
Festuca alfrediana là một loài thực vật có hoa trong họ Hòa thảo. Loài này được Foggi & Signorini mô tả khoa học đầu tiên năm 1997.